# Wanderers FC
Wanderers FC was een Engelse voetbalclub uit de Londense wijk Battersea. Het was een van de voornaamste clubs van het land in de jaren 1860 en 1870. De club staat in de geschiedenis geboekstaafd als de winnaar van de allereerste FA Cup in 1872, waarin ze Royal Engineers AFC met 1-0 versloegen dankzij een doelpunt van Morton Betts.
De club werd in 1859 opgericht als Forest FC en was medeoprichter van de Football Association in 1863. In 1864 werd de naam Wanderers aangenomen en verhuisde de club van Leytonstone naar Battersea. De meeste spelers waren ex-studenten. Na hun eerste bekerwinst wisten de Wanderers de FA Cup nog 4 keer te winnen, voor het laatst in 1878. In de eeuwige ranglijst van winnaars staat de club daarmee nog steeds op een gedeelde achtste plaats. In de jaren 1880 werd de club opgeheven.
De naam Wanderers werd later door vele clubs overgenomen. 1 ervan speelt in de Premier League: Wolverhampton Wanderers en 2 ervan spelen in de Football League: Bolton Wanderers en Wycombe Wanderers. Ook in andere landen werd de naam aangenomen: door Bray Wanderers (Ierland), Arsenal Wanderers (Mauritius), Montevideo Wanderers (Uruguay), Santiago Wanderers (Chili), Sliema Wanderers, SK Viktoria Wanderers (Malta) en Western Sydney Wanderers (Australië).

## Erelijst
- FA Cup
  - Winnaar: 1872, 1873, 1876, 1877, 1878